# Fais pas ci, fais pas ça
Fais pas ci, fais pas ça est une série télévisée française en 68 épisodes, créée par Anne Giafferi et Thierry Bizot, diffusée entre le 8 septembre 2007 et le 19 juin 2017 sur France 2.

## Synopsis

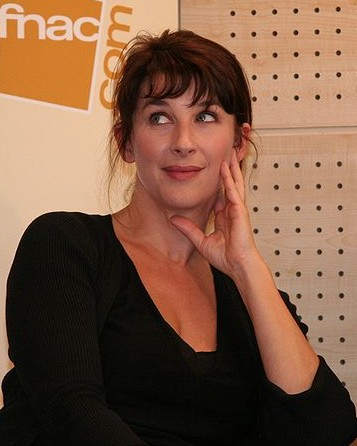
Isabelle Gélinas en 2007.

La série suit le quotidien de deux familles voisines, les Bouley et les Lepic, aux méthodes d'éducation opposées. Les Lepic sont plutôt « conservateurs » et « cathos » tandis que les Bouley apparaissent comme des « bobos ». Malgré leurs différences sociales et culturelles, les deux familles sont amies et font souvent face à des problèmes communs. Il y a même une union entre leurs familles.
La première saison est construite comme un pastiche d'émission de télévision, à la limite du documentaire et du « reality show », voulant présenter dans leur vie quotidienne deux familles type, appliquant respectivement des méthodes d'éducation distinctes, et d'en montrer les effets sur les enfants. Dans le premier épisode, les parents se présentent et exposent les raisons pour lesquelles ils acceptent cette expérience. 

### La famille Bouley
Les Bouley ont été sélectionnés par la production de ce reality show. Ils pensent « représenter un mode d'éducation bien précis ». Valérie a 38 ans et travaille dans une grande boîte de communication comme responsable de projet. Denis, son mari, a 37 ans. Au cours de la saison 1, il est en « période de restructuration professionnelle ». Il exercera par la suite diverses activités professionnelles indépendantes. 
Denis et Valérie Bouley refusent le modèle autoritaire de leurs parents. Ils représentent une famille recomposée et moderne, appliquant un type d'éducation souple, déstressé, où le dialogue l'emporte sur l'autorité, et qui recherche l'épanouissement personnel de leurs enfants : Tiphaine, 16 ans, issue du premier mariage de Valérie, et Eliott, 8 ans. La famille s'élargira par l'arrivée de Salomé. Ils cherchent avant tout à ce que leurs enfants les aiment.
Au gré des évènements, le modèle type subit des distorsions et fait apparaître des contradictions : ils appliquent un type d'éducation « cool », sans autoritarisme. Ils sont contre les idées toutes faites et veulent qu’ils fassent leurs propres expériences, mais ils se désolent quand Tiphaine veut devenir esthéticienne au lieu d'envisager un cursus universitaire. 
Eliott est le premier de la classe, il veut faire du catéchisme, il exprime des opinions nettement à droite, alors que ses parents se positionnent politiquement à gauche. Et quand ils tentent d'introduire un peu plus d'autorité dans leur méthode éducative, ils ont du mal à être pris au sérieux.

### La famille Lepic
Au départ, Renaud (le père) n'était pas d'accord pour participer à ce reality-show, parce qu'il est « contre la télévision » et qu'il ne voulait pas se faire filmer pendant une année scolaire, vingt-quatre heures sur vingt-quatre. Finalement, il aura accepté dans un seul but : « Si on peut aider des parents à mieux élever leurs enfants, à mieux les comprendre, après tout, pourquoi pas ? » Renaud, 43 ans, est le numéro trois (puis numéro deux) de l'entreprise Binet qui fabrique des robinets.
Sa femme, Fabienne, 39 ans est mère au foyer. Renaud et Fabienne Lepic sont à la tête d’une vraie tribu : Christophe, 17 ans, Soline, 15 ans, Charlotte, 11 ans et Lucas 2 ans.
Les Lepic sont persuadés que le mode d’éducation strict, reçu de leurs parents, est la solution aux problèmes de la jeunesse actuelle. Ils prônent les valeurs fondamentales, sont d’accord sur tout et forment un couple « raisonnable et sensé ». Leurs enfants doivent, en théorie, filer droit. Pas question de s’égarer, le maître mot est la réussite scolaire et sociale. 
Là aussi la réalité va s'écarter du modèle type : Christophe, l'ainé, accumule les mauvais résultats scolaires. Les Lepic veulent tout gérer et tout cadrer, mais en réalité, ils ont une capacité à dramatiser tout ce qui s'écarte de leur modèle, et réagissent en recourant à l'autorité ce qui crée régulièrement des petites crises familiales, et pour rétablir la paix, il faut renouer le dialogue.
Dans la saison 1, les deux familles sont filmées et « interviewées » séparément. Ce n'est qu'au sixième épisode de cette première saison que les Lepic et les Bouley se rencontrent pour fêter ensemble l'anniversaire de Soline et Tiphaine.

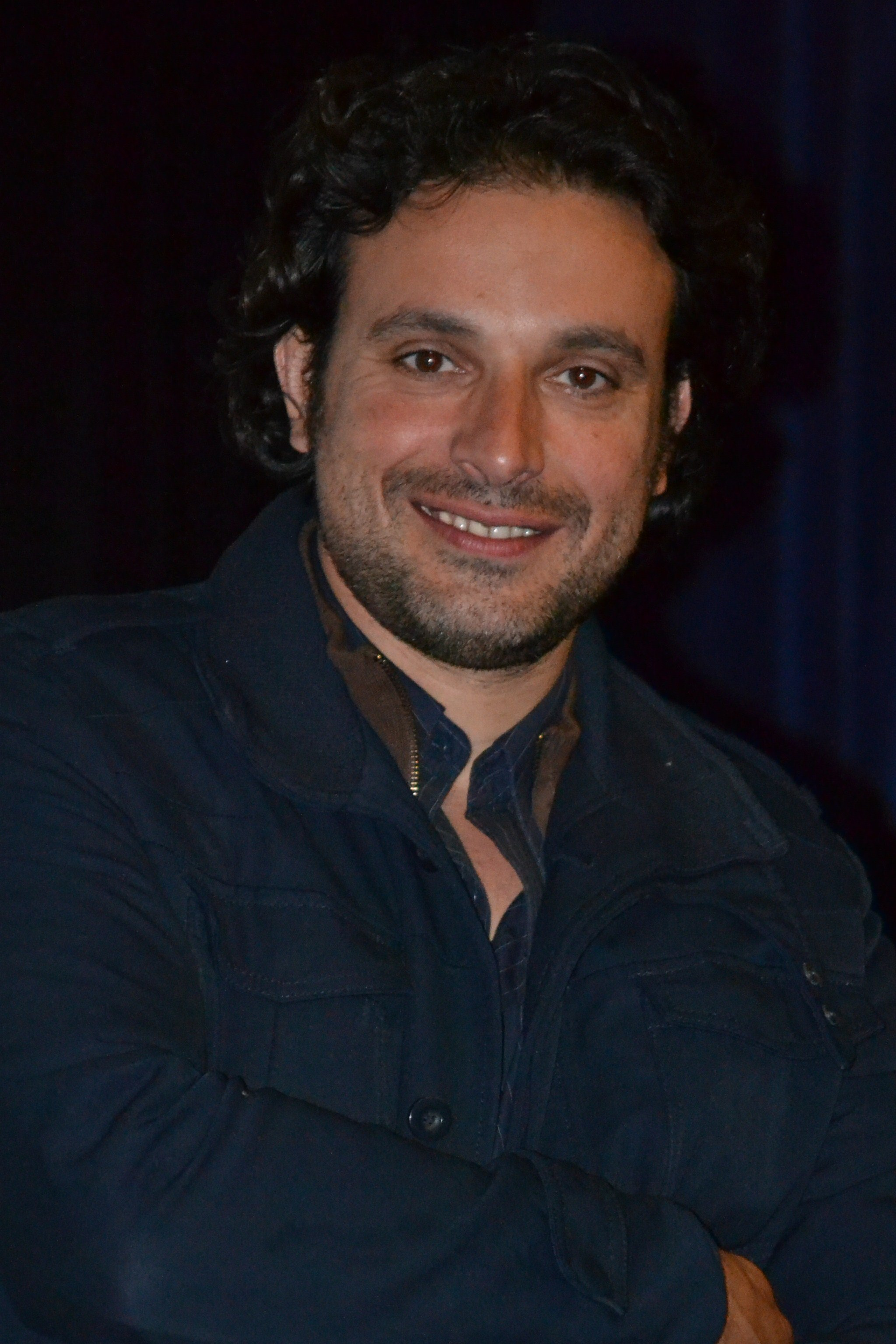
Bruno Salomone en 2012.

À partir de la saison 2, les deux familles, habitant dans la même rue, se rencontrent fréquemment et les parents finissent par devenir amis ; les scénarios sont désormais construits sur le modèle d'une fiction classique. Le récit continue de suivre les mêmes personnages et conserve le même ton humoristique, mais n'utilise plus le prisme de la parodie de téléréalité et le style de faux documentaire qui caractérisait la saison 1. De nombreux personnages secondaires apparaissent par ailleurs de façon plus ou moins régulière.
L'un des principaux ressorts comiques de la série demeure l'opposition entre les styles d'éducation pratiqués par les deux familles françaises. La série suit les Bouley et les Lepic au fil des années, alors que les enfants grandissent et que les statuts professionnels des parents connaissent des hauts et des bas.

## Production
La plupart des scènes sont tournées dans les villes de Sèvres et Ville-d'Avray.

### Développement
La première saison, diffusée en 2007, est légèrement différente des autres. Elle est mise en scène comme un faux documentaire sur les méthodes d'éducation des Lepic et des Bouley, avec des apartés face caméra des deux familles françaises, un procédé formel qui disparaîtra complètement des saisons suivantes.
Par ailleurs, la saison 1 est diffusée le samedi en fin d'après-midi par France 2, alors que les saisons suivantes seront diffusées le mercredi, en première partie de soirée.
Anne Giafferi est la directrice de collection (scénariste superviseure) des saisons 1 et 2. Chloé Marçais lui succède pour les saisons 3 et 4 et Quoc Dang Tran et Hélène Le Gal se partagent le poste à partir de la saison 5. Cathy Verney, réalisatrice de plusieurs épisodes de la saison 6, devient directrice de collection pour la saison 7 aux côtés de Michel Leclerc.
En avril 2016, il est annoncé que la série s'arrêtera au terme de la saison 9 d'un commun accord entre la production et la chaîne.

## Diffusions
En Belgique, la série a été diffusée entre 2016 et 2017 sur La Une (saison 8) puis sur La Deux (saison 9).
En France, la série était diffusée sur 6ter, puis entre le 16 juillet 2018 et le 3 septembre 2018 sur France 4. En 2022, la série est diffusée sur NRJ 12.
Depuis le 5 décembre 2024, l'intégralité des saisons et des épisodes spéciaux est disponible gratuitement sur la plateforme France.tv et enfin elle est diffusée depuis le 7 juillet 2025 sur AB1.

## Distribution

### Acteurs principaux
| Acteur                   | Personnage                    | Présence à l'écran |
| Bruno Salomone           | Denis Bouley                  | saisons 1 - 9      |
| Isabelle Gélinas         | Valérie Bouley (née Ferrand)  | saisons 1 - 9      |
| Lilian Dugois            | Eliott Bouley                 | saisons 1 - 9      |
| Alexandra Gentil         | Tiphaine Kalamian/Lepic       | saisons 1 - 9      |
| Myrtille Gougat          | Salomé Bouley                 | saisons 3 - 9      |
| Guillaume de Tonquédec   | Renaud Lepic                  | saisons 1 - 9      |
| Valérie Bonneton         | Fabienne Lepic (née Berthaud) | saisons 1 - 9      |
| Yaniss Lespert           | Christophe Lepic              | saisons 1 - 9      |
| Tiphaine Haas            | Soline Lepic                  | saisons 1 - 9      |
| Cannelle Carré-Cassaigne | Charlotte Lepic               | saisons 1 - 9      |
| Timothée Kempen Hamel    | Lucas Lepic                   | saisons 1 - 9      |
| Martin et Louis Launay   | Kim Lepic                     | saisons 7 - 9      |

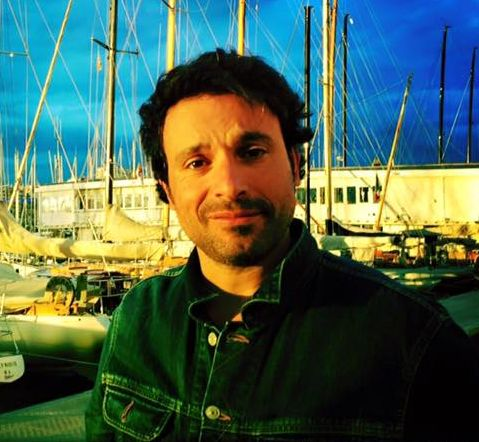
Bruno Salomone interprète Denis Bouley.
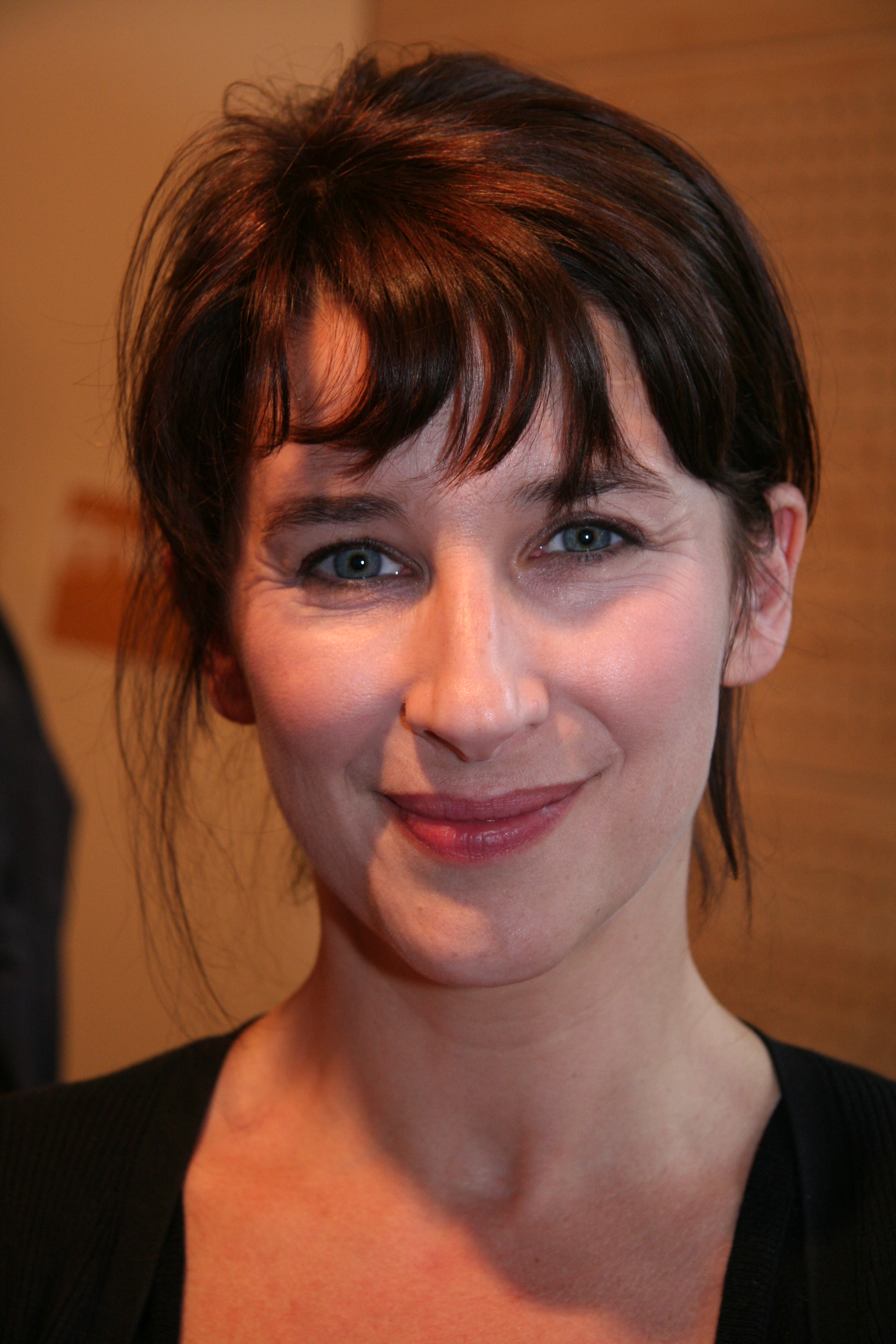
Isabelle Gélinas interprète Valérie Bouley.
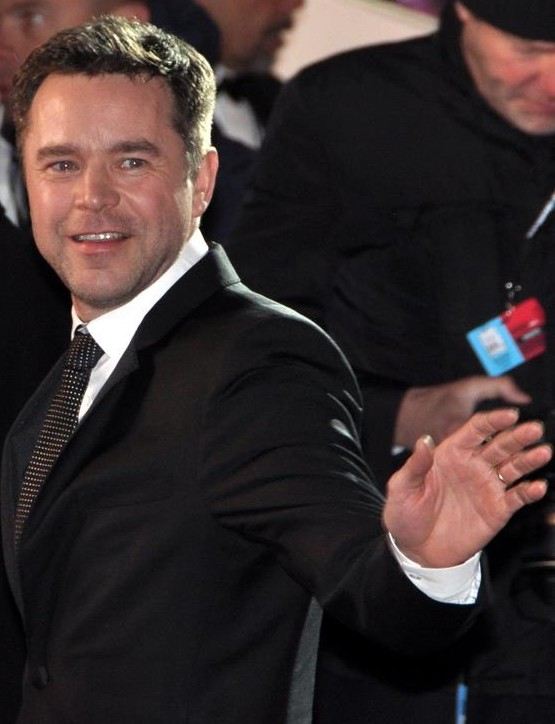
Guillaume de Tonquédec interprète Renaud Lepic.
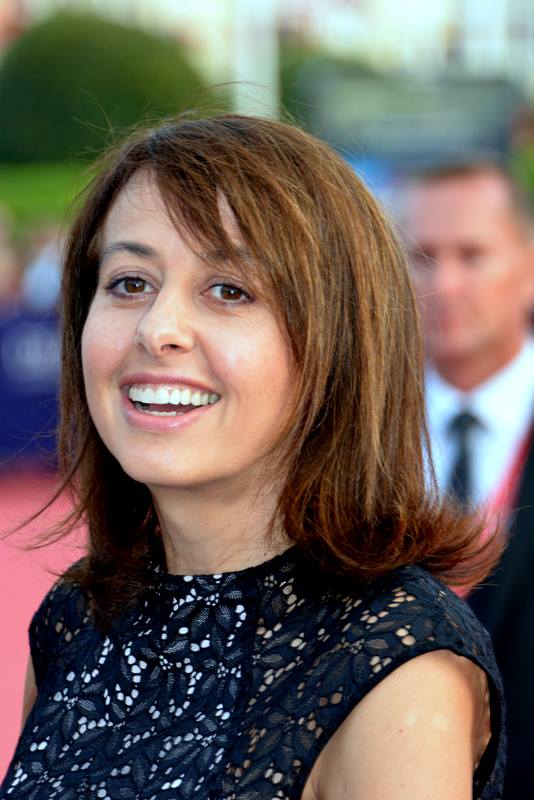
Valérie Bonneton interprète Fabienne Lepic.

### Acteurs récurrents
| Acteur                | Personnage                                             | Présence à l'écran   |
| Olivier Perrier       | Le père de Denis                                       | saisons 1, 2, 4 et 7 |
| Dominique MacAvoy     | Solange, mère de Denis                                 | saisons 1, 2, 4 et 7 |
| Cécile Rebboah        | Corinne, meilleure amie de Valérie                     | saisons 2 - 9        |
| André Manoukian       | Thierry Kalamian, ex-mari de Valérie, père de Tiphaine | saisons 2 - 8        |
| Augustin Ruhabura     | Le prêtre                                              | saisons 2 - 3        |
| Norbert Ferrer        | Manu, serveur                                          | saisons 2 - 3 et 7   |
| Pierre Vernier        | Jean Lepic, père de Renaud                             | saisons 3 et 6       |
| Hélène Vincent        | Marie-Françoise Lepic, mère de Renaud                  | saison 3             |
| Claire Nadeau         | Marie-Françoise Lepic, mère de Renaud                  | saison 6             |
| Isabelle Nanty        | Christiane Potin                                       | saisons 3 - 9        |
| Zakariya Gouram       | Malek Benhassi, supérieur de Renaud                    | saisons 3 - 5        |
| Vincent Winterhalter  | Jean-Claude, maire de Sèvres                           | saisons 3 - 7        |
| Éva Darlan            | Monique, mère de Valérie                               | saisons 3, 5, 6 et 8 |
| Muriel Combeau        | Samantha, supérieure de Valérie                        | saisons 3 - 6        |
| Frédérique Bel        | Tatiana Lenoir                                         | saisons 4 - 6        |
| Patricia Franchino    | Marie-Annick, sœur de Renaud                           | saisons 4 - 6        |
| Claire Magnin         | Gisèle, collègue de Fabienne                           | saisons 4 - 7        |
| Corinne Masiero       | Solange, sœur de Fabienne                              | saisons 4 - 8        |
| Gilles Gaston-Dreyfus | Jean-Jacques Dumont, supérieur puis collègue de Renaud | saisons 5 - 9        |
| Stéphane De Groodt    | Pierre-Henrik Delage, chasseur de têtes                | saisons 6 et 7       |
| Stéphan Wojtowicz     | Jean-Pierre, rédacteur-en-chef de Télé Hauts-de-Seine  | saisons 6 et 7       |
| Benoît Michel         | F-X, petit-ami de Soline                               | saisons 6 - 9        |
| Valentine Cadic       | Marjorie, petite amie d'Eliott                         | saisons 7 - 9        |
| Xiaoxing Cheng        | Monsieur Shawn, supérieur de Renaud                    | saisons 7 - 9        |
| Claire Tran           | Ysée, petite amie de Charlotte                         | saisons 7 et 8       |
| Christophe Fluder     | M. Poulin, banquier de Denis Bouley                    | saisons 8 et 9       |

### Invités

#### Saison 1
- Bernard Métraux : SDF (épisode 12)

#### Saison 2
- Anémone : Madame Fernet, la voisine (épisodes 1, 2, 5 et 6)
- Patrick Bruel : lui-même, interprétant son propre sosie (épisode 2)
- Pascal Légitimus : lui-même (épisode 2)
- Mathilda May : elle-même (épisode 2)
- Barbara Schulz : elle-même (épisode 2)
- Nancy Tate : le mère de Platon (épisode 4)
- Moussa Maaskri : Commissaire (épisodes 5, 6)
- Éric Viellard : Legendre (épisodes 3 à 6)

#### Saison 3
- Catherine Benguigui : Employée ANPE (épisode 3)
- Helena Noguerra : la psychologue scolaire (épisodes 3, 7)
- Bruno Solo : lui-même (épisodes 4 et 5)
- Pierre Mondy : le père de Valérie Bouley (épisodes 7 et 8)
- Sophie Mounicot : Madame Didier, la responsable de garderie (épisode 8)

#### Saison 4
- Anthony Kavanagh : Chris Lenoir, le nouveau voisin (épisodes 1 à 5)
- Patrick Bruel : lui-même (épisode 4)
- Marie-Hélène Lentini : Madame Descato (épisodes 2 et 3)
- François-Xavier Demaison : Jean-Pierre Bouley, le frère de Denis (épisode 5)
- Philippe Lefebvre : Gonzague de Mareuil, ex-petit ami de Soline (épisodes 5 à 8)
- Évelyne Grandjean : Mamita, la mère de Thierry (épisode 4)
- Éric Massot : Docteur Gourouben (épisode 7)

#### Saison 5
- Jonathan Lambert : Roberto Taquet, éditeur de Denis (épisodes 1, 3)
- Julien Lepers : lui-même (épisode 2)
- François Morel : Monsieur Ballud, un client de Renaud Lepic (épisode 5)
- Daniel Herrero : lui-même (épisode 7)
- Charles Templon : Rodrigue, ami de Tiphaine (épisode 7)
- Julien Poulin : Baptiste Jolicœur, maire de la ville québécoise (épisodes 1 à 5)
- Chantal Jourdan : Jacquette Jolicœur, femme du maire de la ville québécoise (épisodes 1 à 5)
- Marie-Christine Adam : Propriétaire de la chambre de bonne (épisode 3)
- Philippe Kelly : le joueur de mandoline (épisode 1)
- Patrick Boshart : l'homme borgne au bar
- Alexandra Mercouroff : Martine Lapelle, la secrétaire de Renaud (épisodes 2 à 7)

#### Saison 6
- Yves Camdeborde : lui-même[7] (épisode 1)
- Alban Casterman : Jean-André, directeur de cabinet de la mairie et « rival » de Fabienne (épisode 1)
- Arnaud Ducret : Michel, employé à la construction de la crèche (épisode 1)
- Thierry Gary : client Renaud Lepic (épisode 1)
- Marthe Villalonga : La grand-mère de Fabienne[8] (épisode 2)
- Côme Levin : Nico, le meilleur ami de Christophe (épisodes 2 à 6)
- Julia Burgun : Marie, la petite amie de Charlotte (épisodes 2, 3, 5, 6)
- Zabou Breitman : Ève de Colbert, patronne de Boréal[9] (épisodes 2, 3, 5 et 7)
- Maryne Bertieaux : Juliette (épisode 3)
- Philippe du Janerand : Le psy de Fabienne Lepic (épisodes 3 à 5)
- Pascal Demolon : Henry, le wedding-planner dans le domaine d'Ève de Colbert (épisode 4)
- Michaël Abiteboul : le chauffeur d'Ève de Colbert (épisode 5)
- Philippe Nahon : Gérard Berthaud (épisode 6)
- Josiane Stoléru : Janine Berthaud (épisode 6)
- Anne Charrier : Isabelle, sœur de Valérie (épisode 6)
- Doudou Masta : le rappeur (épisode 6)
- Sébastien Castro : Responsable "Struction" (épisode 8)
- Julian Bugier : lui-même (épisode 8)

#### Saison 7
- Mister You : lui-même (épisode 1)
- Charlie Dupont : Loïc Leguénec (épisodes 2 à 4)
- Margaux Laplace : Minke (épisodes 2 et 3)
- Mathias Mlekuz : Pinson-Gillard (épisodes 2 et 3)
- Samuel Jouy : Luis (épisodes 3 à 5)
- Jean-Baptiste Shelmerdine : Olaff (épisode 4)
- Marie Drucker : elle-même (épisode 5)
- Sylvie Testud : Sylviane Chinsky, la psy (épisode 6)
- Élodie Frenck : Marie Herenberg (épisode 6)
- Charlie Joirkin : Astrid (épisode 6)
- Norbert Ferrer : Manu (épisodes 6)

#### Saison 8
- Anne Benoît : Andrée (épisodes 1, 2)
- Pascal Demolon : Henry (épisode 1)
- David Salles : Le voisin de péniche, instigateur de la pétition (épisode 2)
- Noman Hosni : Carlos (épisode 3)
- Nathalie Levy-Lang : La pédopsychologue (épisode 4)
- Jean-Noël Brouté : Jean-Marc (épisodes 4, 5 et 6)
- Lionel Abelanski : Le gynécologue de Valérie (épisode 4)
- Mathieu Delarive : Le gynécologue de Corinne (épisode 4)
- Lannick Gautry : Benoît, futur mari de Monique, mère de Valérie (épisode 5)
- Philippe Vieux : Maurice (épisode 5)
- Daniel Cohn-Bendit : lui-même (épisode 5)
- Charley Fouquet : Chloé (épisode 6)

#### Saison 9
- Huifang Liu : Jia-li (épisode 1)
- Lou Chauvain : Géraldine (épisodes 1 et 2)
- Jeanne Bournaud : Journaliste du magazine Elle (épisode 1)
- Charles De Rondel : Copain Eliott 1 (épisode 2)
- Julia Gourand : Copine Eliott 2 (épisode 2)
- Thibaut Marion : Copain Eliott 3 (épisode 2)
- Damien Ferdel : Lucas Lepic adolescent (épisodes 3, 4, 5 et 6)
- David Brécourt : Serge de la Wath (épisode 3)
- Francis Leplay : Grégoire (épisode 3)
- Ruchi Ranjan : Ravija (épisodes 3 et 4)
- Naveen Polishetty : Frère de Ravija (épisodes 3 et 4)
- Pénélope-Rose Levèque : Martha (épisodes 3, 4, 5 et 6)
- Théodore Ribollet : Kim Lepic 8 ans (épisodes 3 et 4)
- Simon Quesemand : Kim Lepic 13 ans (épisodes 5 et 6)
- Maïa Quesemand : Salomé Bouley (épisodes 3 et 4), Mouche (Valérie Bouley enfant) (épisode 6)
- Tristan Laliberté : Renaud Lepic enfant (épisode 6)
- Héloise Cholley : Salomé Bouley (épisodes 5 et 6)
- Arielle Dombasle : elle-même (épisode 5)
- Annabelle Lengronne : Aminata (épisodes 5 et 6)
- Nathalie Cerda : l'éditrice (épisodes 5 et 6)
- Gary Mihaileanu : Cédric (épisode 6)
- Guilaine Londez : la libraire (épisode 6)

## Épisodes

### Saison 1 (2007)
Inspirée de faits réels, vécus, chaque jour, par des millions de parents et d’enfants, cette série, tournée dans des décors naturels à la manière d’un « docu-soap », suit le quotidien de deux familles déjantées pendant toute une année scolaire. Lepic ou Bouley, ils sont des parents immatures, névrosés et angoissés par leurs responsabilités.
De la rentrée des classes, en passant par l'arrivée des poux, le week-end chez papi et mamie, le choix des activités, l'arrivée des premiers bulletins scolaires, la drogue, la classe verte, etc. : 
dur, dur d'être parents !

### Saison 2 (2009)
La saison 2 parle de la vente en viager de la maison de leur voisine Mme Fernet (Anémone) à une grande agence immobilière de leur commune qui prétend construire « des tours de 50 étages ». En fait, derrière cette histoire se trouve un complot…
Le quotidien continue pour les Lepic et les Bouley. Mais lorsque madame Fernet, leur voisine commune qui vient de vendre sa maison en viager, meurt brutalement et mystérieusement, les deux familles sont perplexes.

### Saison 3 (2010)
Les quatre premiers épisodes de cette troisième saison tournent autour de l'esprit de Noël, avec la visite des grands-parents Lepic. La deuxième partie de cette saison se déroule quatre mois plus tard, après la naissance de Salomé Bouley...
Les Lepic doivent faire face à l'arrivée du demi-frère saltimbanque de Renaud, mais aussi échapper à une mutation en Chine.

### Saison 4 (2011)
Denis Bouley s'installe dans son rôle de coach, Valérie tente de l'aider dans son entreprise. Pendant ce temps, Fabienne Lepic se découvre des talents de femme politique au détriment de son mari, Renaud, qui doit s'occuper de l'entreprise de robinets Binet, dont il est le numéro deux, et de sa famille un peu délaissée par Fabienne. Christophe Lepic et Tiphaine Bouley filent le parfait amour au grand dam de leurs parents… Chez les Lepic, Fabienne se lance dans une carrière politique aussi prometteuse qu'atypique et Renaud devra en subir les dommages collatéraux. Chez les Bouley, tandis que Denis a du mal à faire face à son succès comme coach, le chômage de Valérie s'éternise…

### Saison 5 (2012)
La saison 5 comprend 8 épisodes, elle est tournée pour l'essentiel à Sèvres d'avril à août 2012 ; plusieurs scènes ont, par ailleurs, été tournées au Québec. Sa diffusion a débuté le mercredi 7 novembre 2012 sur France 2. Dans cette saison Fabienne Lepic part au Québec pour représenter sa municipalité trois semaines durant. Renaud Lepic se rapproche de Tatiana, à tel point qu'en rentrant du Québec sa femme croit qu'il a eu une aventure avec elle. Il devient numéro 1 de chez Binet, d'abord par intérim puis de manière définitive mais il se rendra compte que ce poste n'est pas fait pour lui. Les relations de Tiphaine et Christophe sont compliquées : dans le premier épisode, Christophe rompt avec Tiphaine lors des fiançailles à la médiévale...

### Saison 6 (2013)
La saison 6 comporte huit épisodes, elle a été tournée pour l'essentiel à Sèvres, d'avril à juillet 2013. Sa diffusion a débuté mercredi 30 octobre 2013 sur France 2 pour s'achever mercredi 20 novembre 2013. Dans cette saison, Christophe et Tiphaine emménagent ensemble, puis Tiphaine se trouve enceinte. La naissance de son bébé bouleverse Fabienne. Du côté des Bouley, Valérie cherche désespérément du travail et décide finalement de reprendre des études de journalisme. Denis, quant à lui, reprend ses activités de coaching mais vise plus haut pour cette saison. La rentrée d'Eliott au lycée lui cause un choc.

### Saison 7 (2014)
Au lycée, la prof demande aux élèves de se mettre en binôme et de faire un exposé sur le sujet imposé. Charlotte se met avec Renaud et Eliott choisit Valérie. Le binôme gagnant ira en Guadeloupe durant une semaine.
La diffusion s'est déroulée sur France 2 dès le mercredi 3 décembre 2014, à 20 h 50. Elle est composée de six épisodes contrairement aux années précédentes qui étaient de huit.

### Saison 8 (2016)
Le tournage a commencé le 27 mai 2015. Le village de Bouzieux est fictif et le gîte en Sologne est en fait situé dans la forêt de Rambouillet, à Saint-Léger-en-Yvelines. L'équipe a préféré rester proche de Paris pour des questions de logistique et de disponibilité des acteurs.
Le tournage a également eu lieu à Disneyland Paris pour un épisode. Le tournage s'est terminé début décembre. Il a duré plus longtemps que prévu à cause de changements dans le scénario, et par conséquent la série n'a pas pu être diffusée en automne comme habituellement. Le nombre d'épisodes a été maintenu à six comme pour la saison précédente.
La diffusion a commencé en Belgique sur La Une le 29 janvier 2016 puis en France à partir du 10 février 2016 sur France 2.

### Saison 9 (2017)
Le tournage a lieu du 25 avril au 29 septembre 2016. La saison 9 est l'ultime saison de la série comme l'a annoncé France 2 le 25 avril . Elle comporte comme les deux saisons précédentes, six épisodes. Deux épisodes ont été tournés en Inde en juillet 2016. 
Les épisodes 1 et 2 sont réalisés par Philippe Lefebvre, les épisodes 3 et 4 sont dirigés et scénarisés par Cathy Verney avec Clémence Dargent, Martin Douaire et Stéphane Foenkinos, tandis que les épisodes 5 et 6 sont écrits et réalisés par Michel Leclerc. 
Diffusion en France : du 8 au 22 février 2017.
Un documentaire intitulé Une famille pour la vie a été diffusé après les deux derniers épisodes. Il retrace l'histoire de la série, son succès en compagnie des comédiens et des producteurs de la série.

### Y aura-t-il Noël à Noël?(2020)
En 2020, soit trois ans après la diffusion de la dernière saison, un épisode spécial intitulé Y aura-t-il Noël à Noël ? réalisé par Michel Leclerc, est diffusé sur France 2 le 18 décembre en soirée.
Cet épisode rassemble en audience consolidé, comprenant le replay, 6,1 millions de spectateurs.
Il s'agit du meilleur score réalisé par la série.

### On va marcher sur la Lune(2024)
En 2024, un épisode spécial en deux parties intitulé On va marcher sur la Lune réalisé par Alexandre Castagnetti est diffusé le 18 décembre sur France 2 en première partie de soirée.
L'épisode est également disponible en avant-première sur la plateforme France.tv à compter du 5 décembre.

### Hors saison

#### Web-série
Une web-série, dérivée de la série régulière et intitulée Fais pas ci, fais pas ça - Quand les parents sont pas là, est produite par Elephant Story, France 2 et France Télévisions Nouvelles Écritures. Elle est diffusée à partir de novembre 2012 sur Studio 4, la plateforme de fictions web de France Télévisions.
Cette web-série de vingt épisodes se déroule dans le prolongement direct de la saison 5. Elle se focalise sur les aventures vécues par les enfants des familles Bouley et Lepic notamment sur celles de Tiphaine et Christophe. Elle est diffusée sur Dailymotion et YouTube.

## Autour de la série
- Le premier titre proposé de la série était Peut mieux faire.
- Le titre de la série reprend donc le titre de la chanson sortie en 1964, écrite par Jacques Lanzmann, Anne Segalen et son futur interprète Jacques Dutronc, laquelle est utilisée pour la bande son du générique.

- La première année scolaire s'étend sur les saisons 1 et 2 tandis que la deuxième fait l'objet de la saison 3 à elle seule.
- Des chips Tyrrels sont visibles dans l'épisode Spécial Noël de 2020.
- La société où travaille Valérie s'appelle Elephant Com Story, clin d’œil à la société créée par Thierry Bizot et Emmanuel Chain (créateurs et producteurs de la série), Elephant et Cie.
- L'image du 20, rue du Guet à Sèvres dans les Hauts-de-Seine fournie par le site internet Google Street View de Google Maps et Google Earth, en mai 2008, a été prise pendant le tournage du début du premier épisode de la deuxième saison.
- Bien que le personnage de Corinne ne soit introduit que dans la saison 2, son interprète Cécile Rebboah fait une apparition dans un épisode de la saison 1, dans une scène se déroulant dans un commissariat de police, en tant que mère d'un enfant ayant fait une fugue.
- L'établissement où Christophe passe son bac dans la saison 2 et où Denis donne un spectacle pour une maison de retraite est le lycée Buffon, au 16 boulevard Pasteur à Paris.
- Dans l'épisode 2 de la deuxième saison, parmi les invités de la réception, on aperçoit Thierry Bizot, le producteur de la série et mari d'Anne Giafferi.
- Philippe Kelly, compositeur de la série, apparaît la première fois dans l'épisode six de la saison 3 en tant que père d'Augustine. Il joue également de la mandoline lors de la fête médiévale pour les fiançailles de Christophe et Tiphaine ainsi que pour jouer de la guitare pendant leur mariage.
- Denis Bouley est nommé en clin d’œil au personnage Denis Boulet joué par Pierre Diot dans le premier film de Bruno Podalydès : Dieu seul me voit.

### Adaptations
En 2008, le réseau ABC a acheté une option pour adapter le concept sur le continent américain. Le projet, intitulé Don't do this, don't do that, ne voit pas le jour.
Cependant, en 2009, ABC diffuse Modern Family, une série qui entretient de multiples similarités avec la série française (plusieurs familles suivies comme dans un faux documentaire : la caméra qui bouge, les personnages interviewés un par un...). Des similarités qui éveillent des soupçons de plagiat. À ce jour, les droits pour une adaptation américaine sont toujours disponibles. Pour preuve, en 2012, la production annonce avoir été contactée par CBS pour une adaptation.
De plus, la série a été exportée dans nombre de pays européens et en Chine. Des producteurs polonais en ont également fait une adaptation.
En Italie, les téléspectateurs ont vu arriver une adaptation de la série intitulée Come Fai Sbagli, deux épisodes seront diffusés chaque dimanche, sur Rai 1 pendant six semaines, et produits par la division italienne d'Elephant Story.Dans cette adaptation, les Bouley et les Lepic ont cédé leur place aux familles Spinelli et Piccardo. Les traits et caractères des personnages sont cependant conservés .

#### Un projet de film
Anne Giafferi, la créatrice de la série, a déclaré qu’un film était en préparation,.
Le projet de film a cependant été mis en pause en 2012. Et puis il a été évoqué à nouveau lors de plusieurs interviews en 2016 des acteurs, notamment Bruno Salomone qui ne serait pas opposé à une adaptation cinématographique ou même théâtrale de la série.
En septembre 2019, deux ans après l'arrêt de la série, la possibilité d'un retour est évoquée, les comédiens étant tous d'accord. « Cette fois-ci, ce serait sous forme unitaire de 90 minutes » indique Guillaume de Tonquédec dans un entretien.
Le projet est confirmé par Isabelle Gélinas en décembre 2019. Deux épisodes spécial noël de 52 minutes ont été écrits en 2020 pour un tournage qui a débuté mi-septembre avec la même équipe d'acteurs, diffusés sous forme d'un film de 110 minutes le vendredi 18 décembre 2020 sur France 2.

### Audiences
| Saison | Nombre d'épisodes | Chaîne   | Diffusion originale | Diffusion originale | Audiences moyennes | Audiences moyennes | Audiences moyennes       | Réf.   |
| Saison | Nombre d'épisodes | Chaîne   | Début de saison     | Fin de saison       | Téléspectateurs    | PDM globale        | PDM ménagères (- 50 ans) | Réf.   |
| ------ | ----------------- | -------- | ------------------- | ------------------- | ------------------ | ------------------ | ------------------------ | ------ |
| 1      | 12                | France 2 | 8 septembre 2007    | 24 novembre 2007    | 1 200 000          | 9,2 %              | indéterminé              | [ 32 ] |
| 2      | 6                 | France 2 | 22 avril 2009       | 7 mai 2009          | 4 059 000          | 16,5 %             | indéterminé              |        |
| 3      | 8                 | France 2 | 24 novembre 2010    | 15 décembre 2010    | 4 700 000          | 17,5 %             | 20,6 %                   | [ 27 ] |
| 4      | 8                 | France 2 | 16 novembre 2011    | 7 décembre 2011     | 4 540 500          | 16,5 %             | 18 %                     |        |
| 5      | 8                 | France 2 | 7 novembre 2012     | 28 novembre 2012    | 3 100 000          | 15,5 %             | 17 %                     |        |
| 6      | 8                 | France 2 | 30 octobre 2013     | 20 novembre 2013    | 4 530 000          | 17,4 %             | 19 %                     |        |
| 7      | 6                 | France 2 | 3 décembre 2014     | 17 décembre 2014    | 4 940 000          | 18,9 %             | 22 %                     |        |
| 8      | 6                 | France 2 | 10 février 2016     | 24 février 2016     | 4 700 000          | 19,3 %             | 25,1 %                   | [ 33 ] |
| 9      | 6                 | France 2 | 8 février 2017      | 22 février 2017     | 3 900 000          | 15,8 %             | 14,8 %                   |        |
|        |                   |          |                     |                     |                    |                    |                          |        |
| HS     | 2                 | France 2 | Le 18 décembre 2020 | Le 18 décembre 2020 | 5 485 000          | 23,3 %             | 20,6 %                   | [ 34 ] |
| HS     | 2                 | France 2 | Le 18 décembre 2024 | Le 18 décembre 2024 | 2 340 000          | 13,1 %             | 9,8 %                    | [ 35 ] |

Légende :
- plus hauts scores d'audiences
- plus bas scores d'audiences

## Distinctions
- Festival de la fiction TV de La Rochelle 2007 : Prix de la meilleure série d'access / day time[36]
- Festival du film de télévision de Luchon 2009 : Prix de la meilleure série
- Globes de Cristal 2014 : Nommée dans la catégorie Meilleur Téléfilm - Série Téléfilm
- International Emmy Awards 2015 : Nommée dans la catégorie Meilleur Programme de Comédie

## Produits dérivés

### DVD
- Fais pas ci, fais pas ça - Saison 1 (sorti le 3 décembre 2007)
- Fais pas ci, fais pas ça - Saison 2 (sorti le 6 mai 2009)
- Fais pas ci, fais pas ça - Saison 3 (sorti le 16 février 2011)
- Fais pas ci, fais pas ça - Coffret Saisons 1 à 3 (sorti le 19 octobre 2011)
- Fais pas ci, fais pas ça - Saison 4 (sorti le 17 décembre 2011)
- Fais pas ci, fais pas ça - Coffret Saisons 1 à 4 (sorti le 17 octobre 2012)
- Fais pas ci, fais pas ça - Saison 5 (sorti le 5 décembre 2012)
- Fais pas ci, fais pas ça - Coffret Saisons 1 à 5 (sorti le 16 octobre 2013)
- Fais pas ci, fais pas ça - Saison 6 (sorti le 15 novembre 2013)
- Fais pas ci, fais pas ça - Coffret Saisons 1 à 6 (sorti le 1 octobre 2014)
- Fais pas ci, fais pas ça - Saison 7 (sorti le 10 décembre 2014)
- Fais pas ci, fais pas ça - Coffret Saisons 1 à 7 (sorti le 5 septembre 2015)
- Fais pas ci, fais pas ça - Saison 8 (sorti le 16 mars 2016)
- Fais pas ci, fais pas ça - Coffret Saisons 1 à 8 (sorti le 5 octobre 2016)
- Fais pas ci, fais pas ça - Saison 9 (sorti le 22 février 2017)
- Fais pas ci, fais pas ça - Coffret Saisons 1 à 9 (paru le 6 septembre 2017)

Chaque DVD contient en bonus des bêtisiers, une chanson enregistrée par Bruno Salomone Pas facile, pas cilefa (d'être papa) dans la saison 1 et 2, ainsi que les essais des comédiens.

### Livres
En octobre 2012, Bruno Salomone publie Un, dos, tres, je déstresse - la méthode Denis Bouley aux éditions Cherche midi, une parodie de méthode de développement personnel qui reprend le titre du livre publié par Denis Bouley dans la saison 5 de la série.
En novembre 2012, les éditions Dupuis publient le premier tome de Fais pas ci, fais pas ça en bande dessinée. Les scénarios originaux sont écrits par Gilles Dal et le tout est dessiné par Philippe Bercovici.
En octobre 2014, les éditions Solar publient le livre de cuisine Fais pas ci fais pas ça - A Table ! rassemblant quelques célèbres recettes de la série tel que le Fourzitou des Lepic.
Dans la saison 9, on peut noter qu'Elliot Bouley fait paraître une BD parlant de la série. Cette BD n'est toutefois pas en vente réellement.